# Aeródromo Hualaihué
El Aeródromo Hualaihué (OACI: SCHW) es un terminal aéreo junto a la localidad de Hualaihué, Provincia de Palena, Región de Los Lagos, Chile. Este aeródromo es de carácter público.